# Związek gmin Oberes Schlüchttal
Związek gmin Oberes Schlüchttal – związek gmin (niem. Gemeindeverwaltungsverband) w Niemczech, w kraju związkowym Badenia-Wirtembergia, w rejencji Fryburg, w regionie Hochrhein-Bodensee, w powiecie Waldshut. Siedziba związku znajduje się w miejscowości Ühlingen-Birkendorf, przewodniczącym jego jest Thomas Fechtig.
Związek zrzesza dwie gminy wiejskie:
- Grafenhausen, 2 234 mieszkańców, 48,55 km²
- Ühlingen-Birkendorf, 5 138 mieszkańców, 77,06 km²